# Горски звиждак
Горски звиждак (лат. Phylloscopus orientalis), понекад позната и као балкански звиждак, је грмуша из рода шумских грмуша Phylloscopus. Раније је сматрана источном подврстом шире врсте „Бонелијев звиждак“, али као резултат савременог таксономског развоја, сада се обично сматрају двема врстама:
- Западни горски звиждак (Phylloscopus bonelli), која се гнезди у југозападној Европи и северној Африци
- Горски звиждак (Phylloscopus orientalis) која се гнезди у југоисточној Европи и Малој Азији

## Таксомномија
Горски звиждак је формално описан као "Phyllopneuste orientalis", описао га је Brehm, 1855. године у свом "Der vollständige Vogelfang. Eine gründliche Anleitung, alle europäischen Vögel". Име рода Phylloscopus потиче од старогрчких речи phullon, „лист“, и skopos, „трагалац“ (од речи skopeo, „гледати“). Специфични епитет orientalis је латински израз за „источни“. Енглески назив за ову птицу дат је у част италијанског орнитолога Франка Андреа Бонелија.

## Опис
Горски звиждак је мала птица певачица, која се налази у шумама и шумским подручјима. Четири до шест јаја се полажу у гнездо на земљи. Као и већина грмуша, горски звиждак је инсектојед.
Горски звиждак је мала грмуша. Одрасла јединка има једноставна сиво-зелена леђа, зеленкасту сапи и крила и беличаст доњи део тела. Кљун је мали и шиљат, а ноге смеђе. Полови су идентични, као и код већине грмуша.
Горском звиждаку недостаје смеђа нијанса на горњим деловима тела коју има западни горски звиждак; понекад уместо тога има зеленкасту нијансу. Песма је брз монотони трил, само мало другачији од западног западног горског звиждака а такође има и неке сличности са шумским звиждаком. Оглашавање горског звиждака је тврд „чуп“, који подсећа на крстокљуна или обичног врапца, и потпуно се разликује од двослоговног „ху-ит“ западног горског звиждака.

## Гнежђење
Подручја гнежђења ове две врсте се не преклапају; док су им изглед и песме веома слични, оглашавања су потпуно различита. Такође показују значајну разлику у секвенци мтДНК.
Горски звиждак је миграторна врста, зимује у подсахарској Африци . То је ретка луталица у северној Европи.